# Ségos
Ségos é uma comuna francesa na região administrativa de Occitânia, no departamento de Gers. Estende-se por uma área de 8,67 km². Em 2010 a comuna tinha 233 habitantes (densidade: 26,9 hab./km²).